# Бомбардье, Жозеф-Арман
Жозе́ф-Арма́н Бомбардье́ (фр. Joseph-Armand Bombardier [ʒozɛf aʁmɑ̃ bɔ̃baʁdje]; 16 апреля 1907 года, Валкур, Квебек, Канада — 18 февраля 1964 года, Шербрук, Квебек, Канада) — франкоканадский изобретатель и бизнесмен, основатель компании Bombardier.
Его самым известным изобретением является снегоход.

## Биография
Родившись в Валькуре Квебек, Джозеф-Арманд Бомбардье «баловался» механикой с самого раннего возраста. Он приобретал опыт механика-самоучки, пока не открыл свой собственный гараж в возрасте 19 лет, где он ремонтировал автомобили и продавал бензин в летнее время.
Зимой он работал над разработкой автомобиля, способного ездить по снегу. В то время в Квебеке правительство не занималось уборкой снега со второстепенных дорог, поэтому жители этих районов консервировали свои автомобили к зимнему сезону. Идея построить «зимний корабль» пришла к Бомбардье после пурги, в которой его маленький сын, заболевший перитонитом, умер, — потому что не мог быть доставлен в ближайшую больницу.
Первые В7 («B» — сокращение от Bombardier и «7» — на 7 пассажиров) снегоходы были проданы зимой 1936—1937 годов и были хорошо приняты. Новый завод, способный производить более 200 автомобилей в год, был построен в 1940 году. Новая 12-пассажирская модель была доступна в 1941 году, но спрос упал, когда Канада вступила во Вторую мировую войну. Компания Bombardier предложила свой опыт канадскому правительству и начала выпускать специализированные военные машины для союзников.
После войны бизнес был в упадке, — когда правительство Квебека начало в 1948 году очистку от снега второстепенных дорог. Bombardier продолжала строить небольшие снегоходы в 1950-х и разработала новый рынок для рекреационных продуктов для одного или двух человек. Почти 200 снегоходов были проданы, когда модель была выпущена в 1959 году; идея оказалась успешной, и к моменту смерти Бомбардье в 1964 году продавалось более 8200 единиц ежегодно.

## Память
- В 2004 году шоссе 55 в Квебеке было названо autoroute Joseph-Armand-Bombardier между Станстед и 20 шоссе (autoroute Jean-Lesage) недалеко от Драммондвилл[5].
- В Антарктиде ледник Бомбардье тоже назван его именем.
- В 2000 году Жозеф-Арман Бомбардье получил награду от правительства Канады с его изображением на почтовой марке[6].
- Он удостоен членства в Зале славы канадской науки и техники[7].